# Lobocleta tripunctata
Lobocleta tripunctata är en fjärilsart som beskrevs av Louis Beethoven Prout 1934. Lobocleta tripunctata ingår i släktet Lobocleta och familjen mätare. Inga underarter finns listade i Catalogue of Life.